# Rubus jambosoides
Rubus jambosoides är en rosväxtart som beskrevs av Henry Fletcher Hance. Rubus jambosoides ingår i släktet rubusar, och familjen rosväxter. Inga underarter finns listade i Catalogue of Life.